# Doug Baldwin
Doug Baldwin (Gulf Breeze, Florida, Estados Unidos, 21 de septiembre de 1988) es un jugador profesional de fútbol americano de la National Football League que juega en el equipo Seattle Seahawks, en la posición de Wide receiver con el número 89.

## Carrera deportiva
Doug Baldwin proviene de la Universidad Stanford y salió sin draftear del Draft de la NFL de 2011.
Actualmente se encuentra en activo como jugador de los Seattle Seahawks.
Fue campeón de la Super Bowl XLVIII con los Seattle Seahawks imponiéndose a Denver Broncos.

## Estadísticas generales
| Yardas | Touchdowns | Recepciones | Promedio |
| 905    | 13         | 65          | 13.9     |